# Heinz Winckler

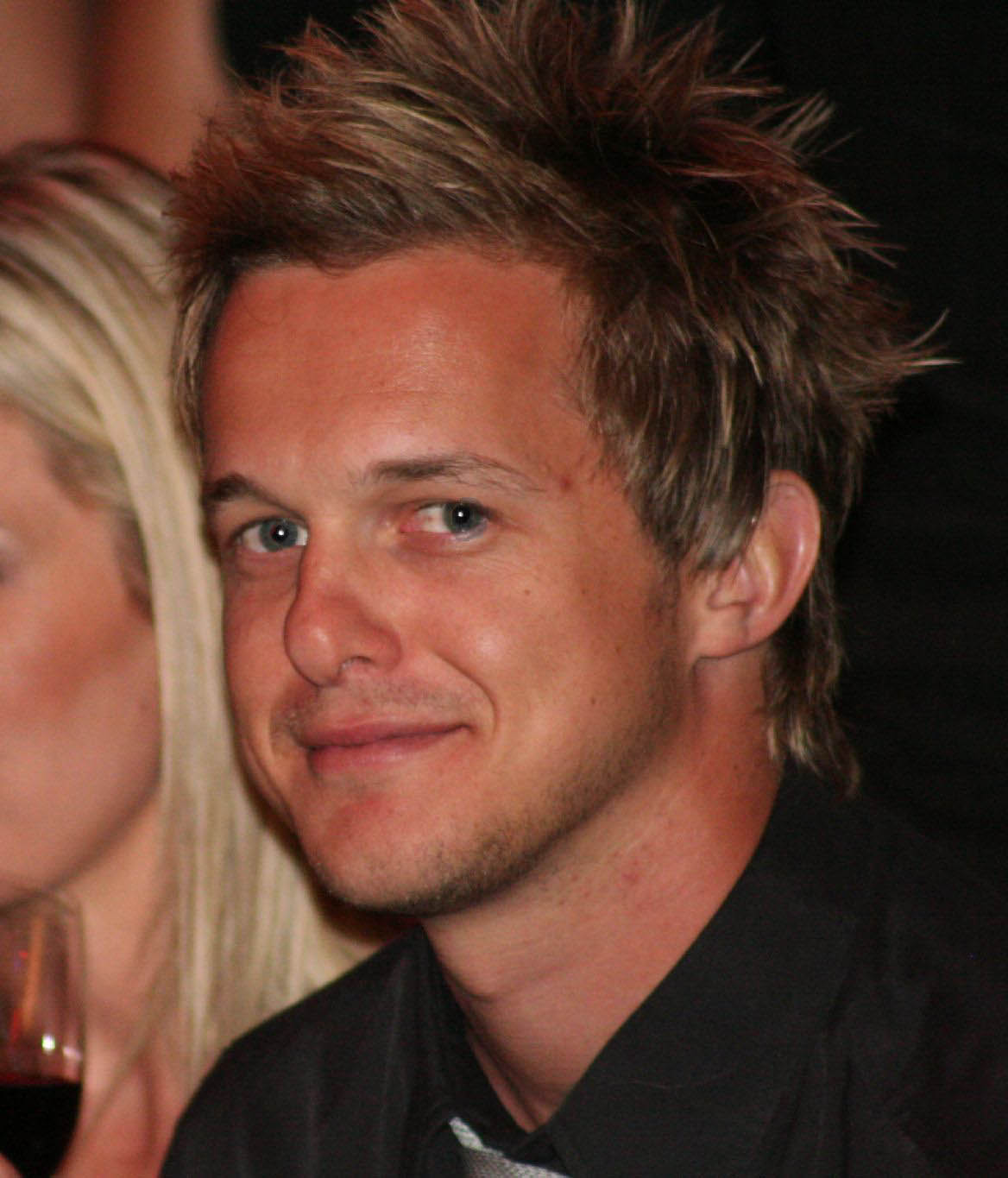
Heinz Winckler

Heinz Winckler (* 22. März 1978 in Stellenbosch, Südafrika; eigentlich Heinz Carl Heinrich Winckler) ist ein südafrikanischer Sänger. Er war 2002 der Gewinner der ersten Staffel von Idols, der südafrikanischen Version von Pop Idol.
Vor Beginn seiner Karriere als Sänger studierte Winckler Rechtswissenschaft an der Universität Stellenbosch.
Wincklers Debütsingle Once in a Lifetime erreichte in Südafrika doppelten Platinstatus. Bei den South African Music Awards wurde er für zwei Auszeichnungen nominiert: Once In A Lifetime als Beste Single des Jahres und One Step Closer als Bestes Album des Jahres.
Von der Walt Disney Company wurde er eingeladen, den Titelsong Chasing Shadows für den Film Der Schatzplanet zu singen.
Im Dezember 2003 wurde er Vierter beim internationalen Fernsehwettbewerb World Idol, bei dem die Sieger aller weltweit ausgetragenen Pop Idol-Wettbewerbe gegeneinander antraten. 2004 trat Winckler beim Ukkasie Arts Festival u. a. in der Royal Albert Hall in London mit mehreren anderen südafrikanischen Künstlern wie Ike Moriz und Nianell auf.
Seit 2006 ist Heinz mit Alette de Klerk verheiratet.